# Санта-Витория (Бежа)
Санта-Витория (порт.  Santa Vitória) — фрегезия (район) в муниципалитете Бежа округа Бежа в Португалии. Территория — 111,03 км². Население — 750 жителей. Плотность населения — 6,8 чел/км².